# Genkei Masamune
Genkei Masamune (romanización de 正宗厳敬 (32-1899 - 5-1993) fue un botánico pteridólogo japonés.

## Biografía
Trabajó en Formosa y luego, tras la Segunda Guerra Mundial, en Taiwán. Desarrolló exhaustivos índices botánicos de Borneo y de Taiwán, como asimismo en la identificación y clasificación de un gran número de nuevas especies.

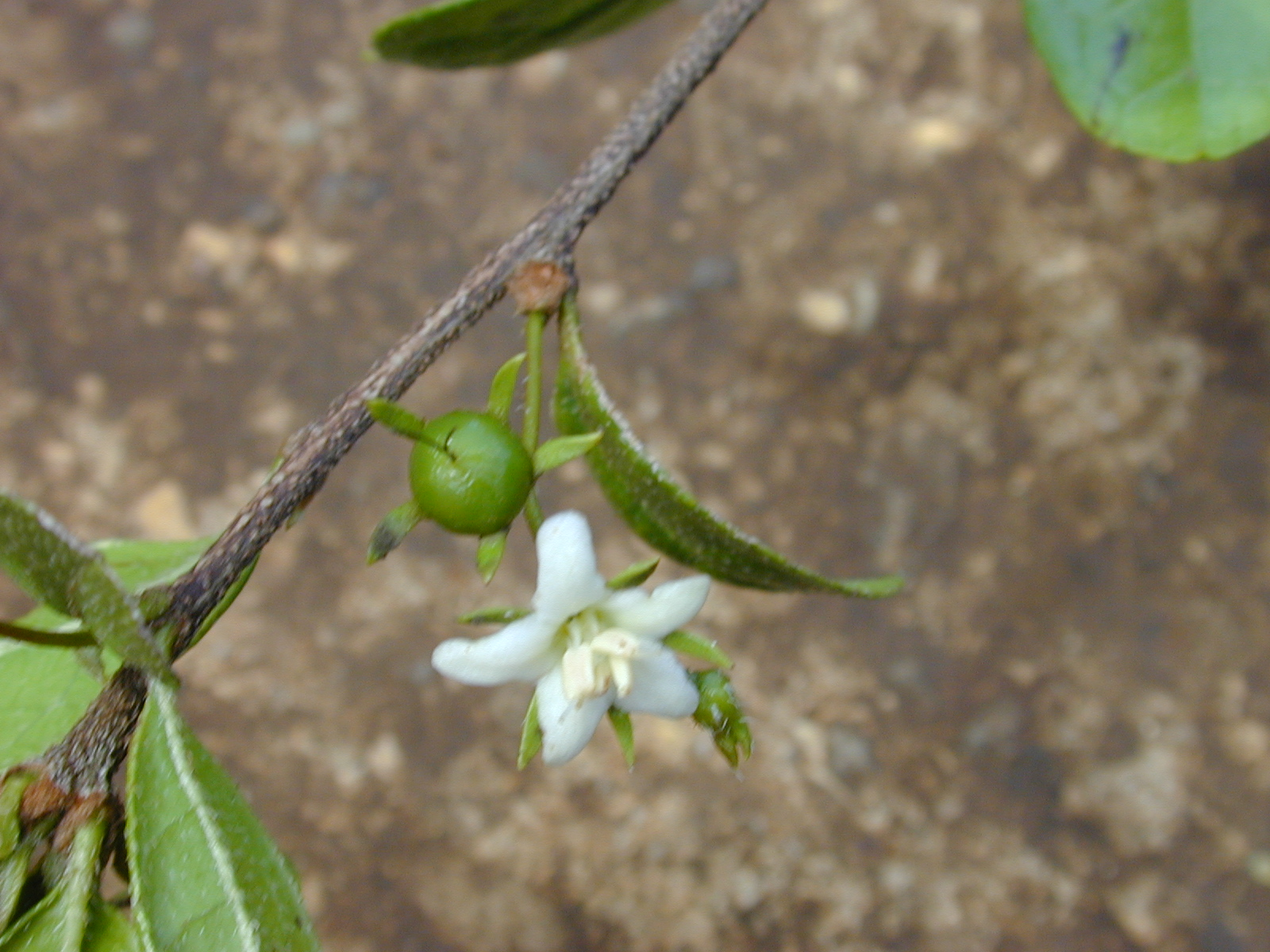
Carmona retusa Masam.

## Algunas publicaciones
- 1954a. Flora Kainantensis: A List of Vascular Plants of Taiwan Plant Taxonomic Laboratory, Faculty of Sciences, Taipei National University, Taipéi, Taiwán

- 1954b. A new species of Lilium from the Island of Sado. Faculty of Science, Kanazawa University. 2 pp.

- 1953. Flora Kainantensis. Report, U.S. Geological Survey, Pacific Geological Surveys. Ed. The Branch. 28 pp.

- 1945. Boruneo no shokubutsu hoi. Enumeratio pteridophytarum Bornearum Taihoku Imperial University, Taihoku, Formosa, 124 pp.

- 1942. Boruneo no kenka shokubutsu. Enumeratio phanerogamarum Bornearum Taihoku Imperial University, Taihoku, Formosa

- 1942. Addition to My "Enumeration Phanerogamarum Bornearum

- 1936. Con Fukuyama, Noriaki Short flora of Formosa; or, An enumeration of higher cryptogamic and phanerogamic plants hitherto known from the island of Formosa and its adjacent islands "Kudoa", Taihoku, Formosa. 410 pp.

- 1934. Floristic and geobotanical studies on the island of Yakusima, province Osumi. Memoirs of the Faculty of Science and Agriculture, Taihoku Imperial University, Vol. 11. 637 pp.

- 1934. On the Phytogeography Od the Ryukyo Archipelago

- 1933. On the Occurrence of Durisilvae in Japan

- 1933. Phytogeographical position of Japan concerning indigenous genera of vascular cryptogamic plants Taihoku Imperial University, Taihoku, Formosa. 314 pp.

- 1933. A List of Orchidaceous Plants Indigenous to Formosa. Tropical Horticulture 3 (1-4) Ed. Taiwan Horticul. Soc. 37 pp.

- 1932. Contribution to our knowledge of the flora of the southern part of Japan Taihoku Imperial University, Formosa

- 1930. Contribution to our knowledge of the flora of the southern part of Japan. Contributions from the Herbarium of Taihoku Imperial University

## Honores

### Eponimia
Especies (5 + 8 + 2 registros IPNI)
- (Poaceae) Deyeuxia masamunei (Honda) Ohwi[2]

- (Poaceae) Nipponocalamus masamuneanus (Makino) Nakai[3]

- (Poaceae) Sasa masamuneana (Makino) C.S.Chao & Renvoize[4]

- (Woodsiaceae) Athyrium masamunei Seriz.[5]
- La abreviatura «Masam.» se emplea para indicar a Genkei Masamune como autoridad en la descripción y clasificación científica de los vegetales.[6]